# Lushius
Lushius — рід адапіформних приматів, що жили в Китаї в пізньому еоцені і входять до підродини Hoanghoniinae.